# Средноевропейска равнина
Средноевропейската равнина e обширна равнина в Централна Европа с дължина от запад на изток около 600 km и ширина от 200 до 500 km, простираща се на териториите на Белгия, Нидерландия, Германия, Дания и Полша.

## Географска характеристика

### Граници, релеф, геоложки строеж
На север равнината е ограничена от крайбрежията на Северно и Балтийско море, на юг постепенно се повишава към подножията планините и възвишенията на Средноевропейските херцински планини (Рейнски шистови планини, Харц, Рудните планини и Судетите и др.), а на изток преминава в Източноевропейската равнина. Преобладаващата надморска височина е 50 – 100 m, а в отделни моренни възвишения над 300 m (вр. Вежица 329 m, в Полша). В зависимост от геоложкия строеж, релефа и климата се поделя на няколко части: Долнорейнска низина, Северногерманска равнина, Люнебургска пустош, Мекленбургско езерно плато, Великополско-Куявска низина, Поморско Поезерие и др. Изградена е основно от варовици и пясъчници, препокрити с ледникови наслаги (моренни валове, зандрови полета и др.).

### Климат, води
Климатът е умерен, преходен от морски към континентален. Средна януарска температура от -1 до -3°С на запад и от -2 до -4°С на изток, а средната юлска температура повсеместно е 17 – 19°С. Годишната сума на валежите се понижава от запад на изток от 800 до 500 mm. Снежната покривка на запад е неустойчива, а на изток се запазва 1,5 – 2 месеца. Цялата низина е заета от гъста речна мрежа от басейните на реките Рейн, Везер, Елба, Одер, Висла и др. и многочислени ледникови езера.

### Почви, растителност
Преобладават кафявите горски и подзолистите почви. Естествената растителност – дъбово-букови (на запад) и смесени (на изток) гори – в значителна степен е унищожена или заменена с изкуствено засадени иглолистни породи. В северните крайбрежни части има множество мочурища и торфища, а по долините на реките – естествени ливади. Развива се интензивно земеделие и животновъдство.

## Население
Средноевропейската равнина е един от най-гъсто заселените райони на Европа, като тук са разположени много големи градове: Амстердам, Ротердам, Хановер, Бремен, Хамбург, Берлин, Познан и др.